# 围垦
围垦又稱圍海造田、圍湖造田，是指在沿江河、沿湖或沿海的區域通过修筑堤坝（或海塘），再將河水、湖水或海水排出，以取得可利用土地的一项工程方式；與之相對的，將土砂或廢棄物倒入海中則是「填海」，兩者并不等同。經围垦取得的土地則被稱為圩田（polder）。
| 1. 圍墾前水岸邊的状態 | 2. 修建堤坝 | 3. 利用退潮時排水 | 4. 完成排水 | 5. 完成圍墾後 |
| --------------------- | ----------- | ----------------- | ----------- | ------------- |
|                       |             |                   |             |               |

## 用途
如圍墾產生的土地要做為農地使用，在围垦区内通常還需要修建排灌系统引入淡水对土壤进行脱盐，或是种植耐盐植物积累土壤中的有机质。此外，围垦所得土地可常用來发展养殖业或盐业。

## 类型

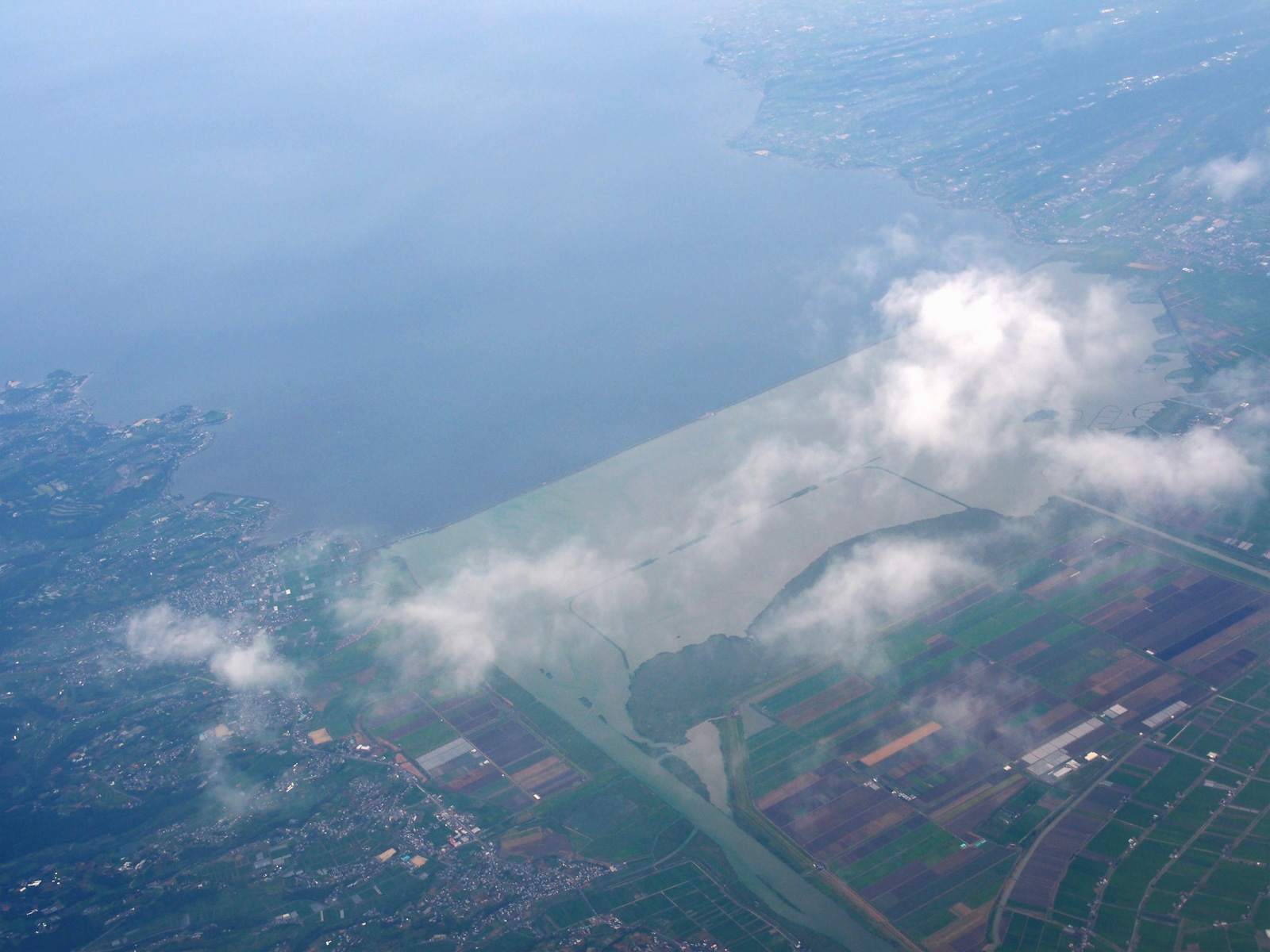
正在進行圍墾工程的日本諫早灣

- 海涂围垦：在沿海濕地區域进行围垦。大型的海涂围垦如位於中國浙江省温岭市的东海塘围垦工程，广东省广州市南沙万顷沙二十一涌等。
- 围海造田：对海湾浅滩进行围垦。如日本諫早灣的諫早灣干拓事業（日语：諫早湾干拓事業），及荷兰弗莱福兰省大部分土地即是以围海造田而成。
- 围湖造田：对湖岸滩地进行的围垦。如中國湖南省的洞庭湖及日本京都府南部的巨椋池就曾遭到大规模的围湖造田。

## 另見
- 填海造陸